# Randy Schneider
Randy Schneider (Sursee, 27 agosto 2001) è un calciatore svizzero, centrocampista del Winterthur.

## Biografia
Ha origini filippine tramite la madre.

## Carriera

### Club
Schneider è cresciuto nei settori giovanili di Sciaffusa e Grasshoppers. Con quest'ultimo club ha giocato il suo primo incontro ufficiale il 7 luglio 2020 contro lo Stade Lausanne-Ouchy in Challenge League. Ha segnato il suo primo gol la settimana successiva contro il Chiasso.
Nel settembre 2020 è stato ceduto in prestito all'Aarau, che al termine della stagione lo ha acquistato a titolo definitivo.
Il 10 giugno 2022 si è trasferito al San Gallo con cui ha esordito in Super League.
Il 13 giugno 2023 è stato acquistato a titolo definitivo dal Winterthur.

### Nazionale
Ha giocato nelle nazionali giovanili svizzere Under-16, Under-17, Under-18, Under-20 ed Under-21.

## Statistiche

### Presenze e reti nei club
Statistiche aggiornate al 25 novembre 2023.
| Stagione        | Squadra          | Campionato      | Campionato | Campionato | Coppe nazionali | Coppe nazionali | Coppe nazionali | Coppe continentali | Coppe continentali | Coppe continentali | Altre coppe | Altre coppe | Altre coppe | Totale | Totale | Totale |
| Stagione        | Squadra          | Comp            | Pres       | Reti       | Comp            | Pres            | Reti            | Comp               | Pres               | Reti               | Comp        | Pres        | Reti        | Pres   | Reti   |        |
| --------------- | ---------------- | --------------- | ---------- | ---------- | --------------- | --------------- | --------------- | ------------------ | ------------------ | ------------------ | ----------- | ----------- | ----------- | ------ | ------ | ------ |
| 2019-2020       | Grasshoppers U21 | 1L              | 10         | 2          |                 | -               | -               |                    | -                  | -                  |             | -           | -           | 10     | 2      |        |
| ago. 2020       | Grasshoppers U21 | 1L              | 4          | 1          |                 | -               | -               |                    | -                  | -                  |             | -           | -           | 4      | 1      |        |
| 2019-2020       | Grasshoppers     | ChL             | 4          | 1          | CS              | 0               | 0               |                    | -                  | -                  |             | -           | -           | 4      | 1      |        |
| 2020-2021       | Aarau            | ChL             | 25         | 0          | CS              | 2               | 0               |                    | -                  | -                  |             | -           | -           | 27     | 0      |        |
| 2021-2022       | Aarau            | ChL             | 28         | 8          | CS              | 1               | 0               |                    | -                  | -                  |             | -           | -           | 29     | 8      |        |
| 2022-2023       | San Gallo II     | 1L              | 3          | 1          |                 | -               | -               |                    | -                  | -                  |             | -           | -           | 3      | 1      |        |
| 2022-2023       | San Gallo        | SL              | 14         | 0          | CS              | 3               | 0               |                    | -                  | -                  |             | -           | -           | 17     | 0      |        |
| 2023-2024       | Winterthur       | SL              | 11         | 1          | CS              | 3               | 1               |                    | -                  | -                  |             | -           | -           | 14     | 2      |        |
| Totale carriera | Totale carriera  | Totale carriera | 99         | 14         |                 | 9               | 1               |                    | -                  | -                  |             | -           | -           | 108    | 15     |        |